# Abrahamstrups amt
Abrahamstrups amt (danska: Abrahamstrup Amt) var ett amt på den nordöstra delen av ön Själland i östra Danmark. Amtet omfattade den södra delen av Horns härad (Ferslevs, Krogstrups, Kyndby, Orø, Selsø, Skibby, Skuldelev och Vellerups socknar) på halvön Hornsherred. Det saknade städer.

## Administrativ historik
Abrahamstrups amt bildades när Danmarks län ersattes av amt 1662 och ersatte då, tillsammans med Jægerspris amt, det dåvarande slottslänet Abrahamstrups län.
Amtet upphörde 1675 då det gick upp i Roskilde amt.
1808 upplöstes Roskilde amt och delades. Detta område fördes då till Frederiksborgs amt, som därefter inkluderade Horns härad i sin helhet. 1933 fördes dock ön Orø till Tuse härad i Holbæks amt. Sedan kommunreformen 2007 tillhör huvuddelen av området Region Hovedstaden medan Orø tillhör Region Själland.